# Guardia presidenziale palestinese
La Guardia presidenziale palestinese (in arabo: الحرس الرئاسي الفلسطيني) è un ramo dei Servizi di sicurezza palestinesi sotto il controllo diretto del Presidente dello Stato di Palestina. Il suo ruolo principale è la protezione del Presidente e di altri funzionari, oltre a svolgere funzioni cerimoniali. La forza può anche svolgere speciali funzioni di combattimento.

## Fondazione
Il predecessore della Guardia presidenziale è stata la Sicurezza presidenziale, istituita nel 1994 dall'allora Presidente dell'Autorità Nazionale Palestinese Yasser Arafat e composta in gran parte da membri della Forza 17
Nel 2006, la Sicurezza presidenziale è stata ribattezzata con l'odierna denominazione, composta interamente da militanti di Fatah fedeli al Presidente Mahmud Abbas. Gli Stati Uniti sono stati coinvolti nell'addestramento degli ufficiali, coordinati dal Tenente generale Keith Dayton, la formazione faceva parte di uno sforzo sistematico volto a sostenere Abbas e i suoi lealisti di Fatah per contrastare il successo politico di Hamas, che aveva vinto le elezioni legislative del 2006 e aveva formato il nuovo governo dell’Autorità Nazionale Palestinese, Hamas aveva formato un proprio servizio di sicurezza all'interno dell'ANP, la Forza Esecutiva.
Dopo la cacciata di Hamas dalla Cisgiordania nel 2007, il corpo ha continuato a svolgere regolarmente i suoi compiti, nonostante i vari scontri armati tra le Forze di difesa israeliane e militanti palestinesi.

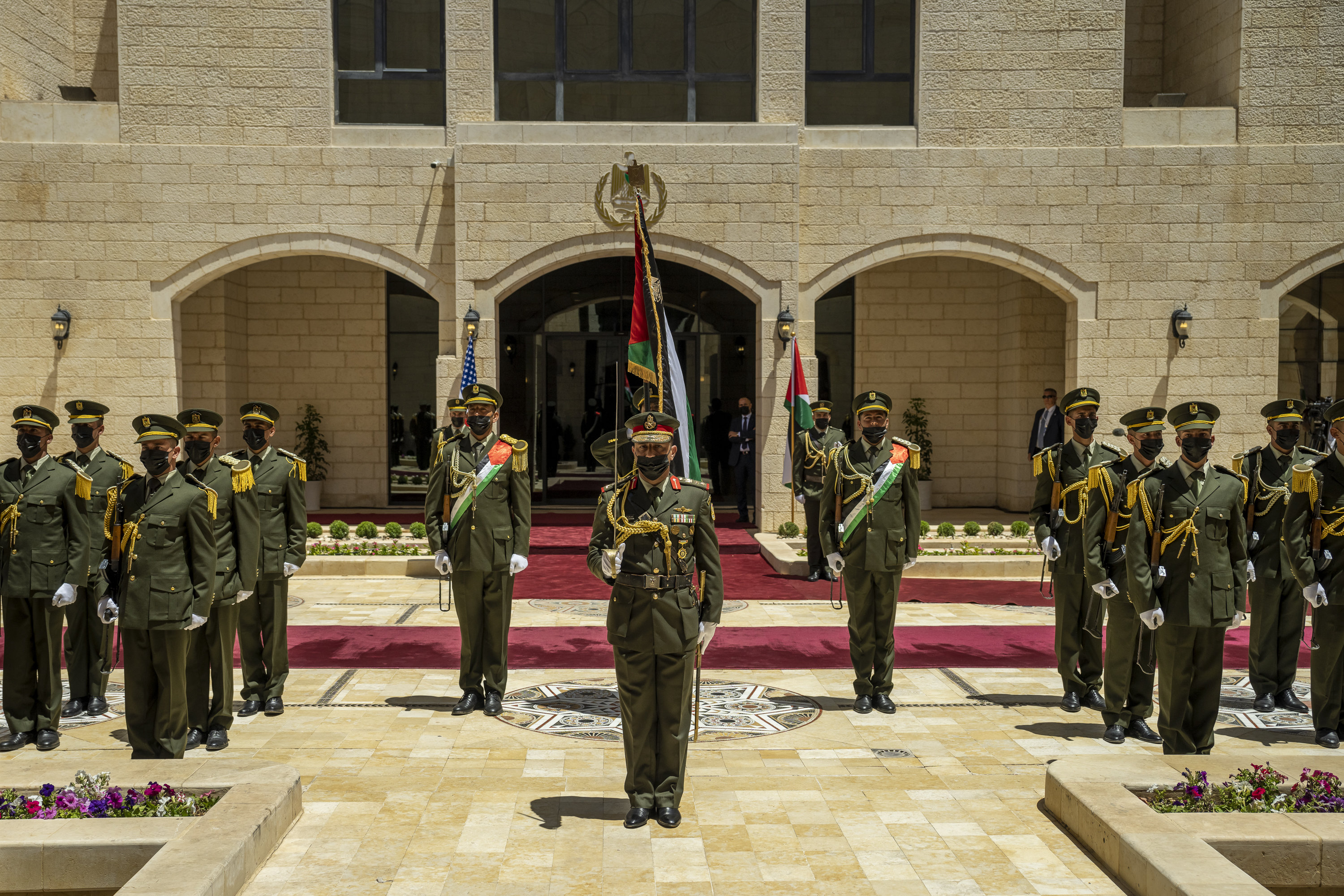
Guardie d'onore davanti al Palazzo presidenziale

## Ruolo e compiti
Il compito principale è garantire la sicurezza del Presidente dello Stato, ma anche di alti funzionari palestinesi e capi di Stato di altri paesi durante le visite ufficiali; spesso svolge anche funzioni cerimoniali.
Al 2018 il corpo conta circa 3.000 soldati attivi.

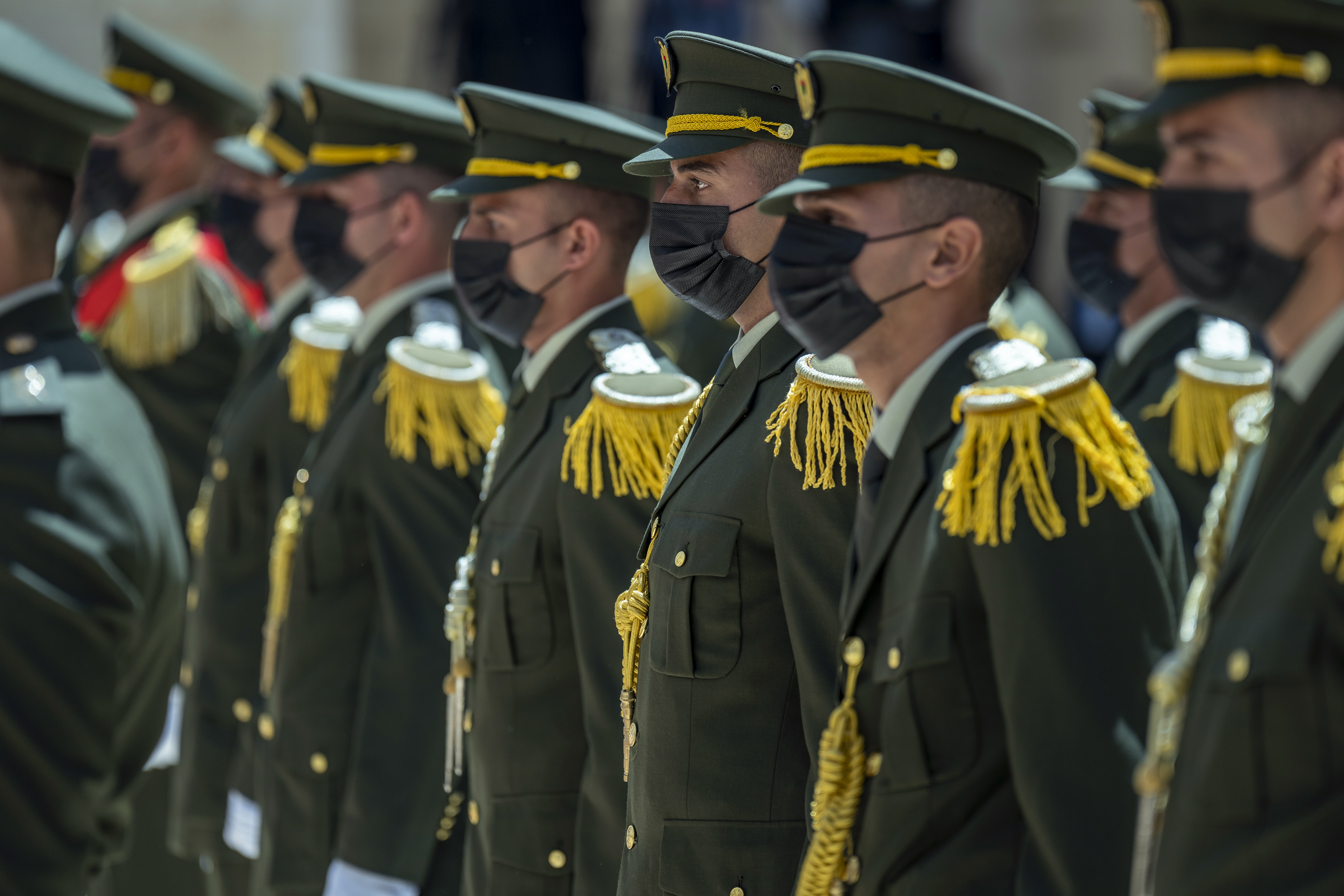
Guardie presidenziali nel 2022